# Peter Jochims
Peter Jochims (februar 1762 i Sønderditmarsken – 18. marts 1844) var en dansk havebruger.
Han var søn af provst Jacob Jochims. Efter at have studeret juridiske og filosofiske videnskaber blev Jochims landkommissær, dr.phil., handels- og fabrikintendant i Slesvig og Holsten, 1825 justitsråd, 1830 etatsråd; han døde ugift 18. marts 1844. Jochims, der var en anset havebruger og havde anlagt en udmærket planteskole ved Slesvig by, udgav 1835 anonymt en pjece, Forstwissenschaftliche Aphorismen, hvori han tager ordet for at sælge Hertugdømmernes statsskove, rydde de større skovstrækninger og dyrke træer enkeltvis eller i småholme på den jord, som agerbruget levnede.